# Ken Glah
Ken Glah is een Amerikaans triatleet uit West-Chester. In zijn carrière deed hij meer dan veertig Ironmans waarvan hij er tien wist te winnen. Hij nam veelvuldig deel aan de Ironman Hawaï.
Hij werd in 1988 derde op de Ironman Hawaï. Nimmer zou hij een hogere klassering halen op deze wedstrijd. In 2009 nam hij voor de 25ste keer deel aan de Ironman Hawaï.
Hij is getrouwd met top triatleet Jan Wanklyn en heeft een dochter.

## Palmares

### Ironman Hawaï
| Aantal | Jaar               | Rang     | Tijd     |
| ------ | ------------------ | -------- | -------- |
| 1      | Ironman Hawaï 1985 | 17e man  | 9:57.16  |
| 2      | Ironman Hawaï 1986 | 6e man   | 9:09.30  |
| 3      | Ironman Hawaï 1987 | 5e       | 9:05.17  |
| 4      | Ironman Hawaï 1988 | Brons    | 8:38.37  |
| 5      | Ironman Hawaï 1989 | 4e       | 8:32.32  |
| 6      | Ironman Hawaï 1990 | 12e      | 9:03.11  |
| 7      | Ironman Hawaï 1991 | 7e       | 8:46.29  |
| 8      | Ironman Hawaï 1992 | 14e      | 8:43.45  |
| 9      | Ironman Hawaï 1993 | 4e       | 8:24.01  |
| 10     | Ironman Hawaï 1994 | 9e       | 8:41.43  |
| 11     | Ironman Hawaï 1995 | 5e       | 8:30.40  |
| 12     | Ironman Hawaï 1996 | 15e      | 8:42.36  |
| 13     | Ironman Hawaï 1997 | 7e       | 8:45.37  |
| 14     | Ironman Hawaï 1998 | 22e      | 9:09:46  |
| 15     | Ironman Hawaï 1999 | 16e      | 8:46.13  |
| 16     | Ironman Hawaï 2000 | 10e      | 8:46.21  |
| 17     | Ironman Hawaï 2001 | 44e      | 9:31:50  |
| 18     | Ironman Hawaï 2002 | 46e      | 9:18.11  |
| 19     | Ironman Hawaï 2003 | 26e      | 9:02.02  |
| 20     | Ironman Hawaï 2004 | 91e man  | 9:59.53  |
| 21     | Ironman Hawaï 2005 | 425e man | 10:10.30 |
| 22     | Ironman Hawaï 2006 | 125e man | 10:10.30 |
| 23     | Ironman Hawaï 2007 | 248e man | 9:55.27  |
| 24     | Ironman Hawaï 2008 | 161e man | 9:44.03  |
| 25     | Ironman Hawaï 2009 | 379e man | 10:17.08 |

### Overige
- 1990:  Ironman Europe in Roth
- 1990:  Ironman New Zealand
- 1990:  Ironman New Zealand
- 1992:  Ironman New Zealand
- 1993:  Ironman New Zealand
- 1993:  Ironman Canada
- 1996:  Ironman Canada
- 1998:  Ironman Brazil - 8:37.37
- 1999:  Ironman Brazil - 8:39.08
- 2000:  Ironman Brazil - 8:43.13
- 2000:  Korea Triathlon Jeju
- 2001:  Pucon half-Ironman
- 2001:  Ironman Brazil - 8:23.00
- 2002: DNF Ironman USA Lake Placid
- 2003: 8e Ironman USA Lake Placid - 9:20.35
- 2004: 10e Ironman New Zealand - 9:10.19
- 2005: 459e Ironman New Zealand - 10:10.30
- 2006: 129e Ironman New Zealand - 9:27.44
- 2007: 20e Ironman New Zealand - 9:30.08
- 2008: 24e Ironman 70.3 Pucon - 4:30.53
- 2008: 42e Ironman New Zealand - 9:32.05
- 2009: 28e Ironman Brazil - 9:25.57
- 2009: 29e Ironman 70.3 St. Croix - 4:38.00